# Јоргован
Јоргован (лат. Syringa) род је од око 20 врста цветница који припада фамилији маслина (Oleaceae). Врста Syringa vulgaris је најбројнији представник овог рода. Природни ареал распрострањења рода су делови југоисточне Европе и Мале Азије. Цвета од априла до маја.

## Опис
Јоргован је мало дрво, висине до 10 метара, грмолико и припада листопадној групи. Стабљике су му до 30 центиметара у пречнику. Кора изданака мења изглед, структуру и боју током старења, од зеленкасте и глатке до тамнијих тонова и са љуспицама. Пупољци су овални и имају пик на врху. Листови су му углавном срцасти. Листови су без длачица, без режњева са шиљатим врхом и смештени су на кратким дршкама. Лице листа је тамније зелено у односу на наличје. Цветови се обично јављају у пролећу, а сваки цвет је величине од 5 до 10 милиметара. Цветови нису појединачни, већ су груписани у велике гроздасте цвасти, дужине 20-ак цм. Чашичних листића има 4 и они су срасли, неравне површине, садрже по 4 зупца различите величине. Број круничних листића је 4 и они су срасли у цев, и исти број неједнаких зубаца имају као и чашични. Уобичајена боја круничних листића је љубичаста, али се такође јављају розе, бела и жута, али чак и боја труле вишње, са интензивним мирисом. Број прашника је 2. Плод му је чаура, са пиком на врху, отвара се уздужно на 2 дела.

## Станиште
Ова врста је честа на отвореним стаништима и светлим шумама. Као декоративна биљка неретко се гаји у двориштима и парковима.

## Расејавање и размножавање
Расејава се ентомофилно, инсектима, док се размножава семеном или вегетативним деловима биљке.

## Коришћење
Због свог лепог и мирисног цвета, јоргован се сади у вртовима широм Европе и Северне Америке. Дрво јоргована се може користити за прављење музичких инструмената, али је веома незгодно јер се приликом сушења криви и разлистава.

## Галерија
- Цветни дијаграм
- Јоргован Lacinata
- Јоргован ’Сећање на Вехова’
- Syringa vulgaris
- Syringa vulgaris
- Syringa vulgaris
- Syringa vulgaris
- Syringa vulgaris
- Syringa vulgaris
- Syringa_vulgaris,_familija_Oleacea_
- Syringa_vulgaris,_familija_Oleacea_
- Syringa_vulgaris,_familija_Oleacea_
- Syringa_vulgaris,_familija_Oleacea_
- Syringa_vulgaris,_familija_Oleacea_
- Syringa_vulgaris,_familija_Oleacea_